# Nattskärror
Nattskärror (Caprimulgidae) är en familj mellanstora nattaktiva fåglar med långa vingar, korta ben och mycket korta näbbar. Nattskärror återfinns runt hela jorden. Flertalet arter har karakteristiska läten som ofta hörs vida omkring i skymningen och på natten under häckningsperioden.

## Utseende och läte
Nattskärrorna har en kort näbb som är delad under ögonen med hopböjda spetsar. De har ett mycket stort gap och mungiporna kantas av långa framåtriktade borst.
De flesta arter inom familjen har små fötter, som inte är särskilt användbara för gång, och långa spetsiga vingar. Benen är korta. Tre av tårna är framåtriktade och sitter ihop fram till första leden med en hinna. Mellantån är mycket längre än de andra. Den enda bakåtriktade tån är mycket kort. Vingarna är långa och spetsiga medan stjärten, som består av 10 pennor, är avrundad. Nattskärrornas mjuka fjäderdräkt är närmast kamouflagefärgad, och efterliknar bark eller blad. Ögonen samt öronöppningarna är på nattskärror vanligen stora.
Under häckningstiden ger hanarna ifrån sig ett karakteristiskt surrande läte.

## Ekologi
Nattskärrornas flykt är liksom ugglornas ljudlös. De är huvudsakligen aktiva sent på kvällen och tidigt på morgonen, eller under natten, och deras huvudsakliga föda är nattfjärilar och andra stora flygande insekter, vilka de fångar i flykten. 
En vilande nattskärra sitter inte upprätt, utan ligger på magen på stenar och trädgrenar. Några arter sitter ovanligt nog längs med grenar i stället för på tvärs till dessa. Detta bidrar till att de är svåra att upptäcka dagtid.
Nattskärror lägger ett eller två ägg direkt på marken.

## Namn
Det vetenskapliga namnet härrör från släktet Caprimulgus, vilket är latin för getmjölkare, vilket kommer sig av folktron att dessa fåglar sög mjölk från getter.

## Systematik
Nattskärrorna placeras som ensam familj i ordningen Caprimulgiformes. Tidigare inkluderade ordningen familjerna oljefåglar, grodmunnar, potoer och uggleskärror. Genetiska studier visar dock dels att uggleskärrorna står närmare seglare, trädseglare och kolibrier i Apodiformes, dels att nattskärrorna är systergrupp till alla övriga familjer. 
Tidigare har Caprimulgiformes ansetts stå nära ugglor (Strigiformes) och till och med inordnats under den. Senare genetiska studier visar dock att detta är felaktigt, där skärrfåglarna utgör en egen utvecklingslinje, medan ugglorna är en del av de så kallade landfåglarna som bland annat omfattar även hökfåglar, falkfåglar, hackspettartade fåglar, papegojfåglar och tättingar.
Även inom familjen har nattskärrornas systematik varit omdiskuterad och genomgått stora förändringar. Traditionellt har nattskärrorna indelats i de två underfamiljerna egentliga nattskärror (Caprimulginae) som omfattade cirka 70 arter och falknattskärror (Chordeilinae) som omfattade cirka åtta arter. Dessa två grupper liknar varandra i hög grad, men de egentliga nattskärrorna har längre näbbar och mjukare fjäderdräkt. Denna indelning har dock visat sig vara felaktig. En genetisk studie från 2014 indikerar istället att familjen omfattar sju klader och att det artrika släktet Caprimulgus består av flera utvecklingslinjer som inte är varandras närmaste släktingar. Caprimulgus har därför delats upp i ett antal mindre släkten, men är fortfarande överlägset artrikast i familjen.  

### Släkten i taxonomisk ordning
Enligt AviÖist:
- Släkte Eurostopodus – sju arter
- Släkte Lyncornis – två arter, tidigare i Eurostopodus
- Släkte Gactornis – rödnackad nattskärra, tidigare i Caprimulgus
- Släkte Lurocalis – två arter
- Släkte Nyctiprogne – två arter
- Släkte Nyctipolus – två arter
- Släkte Nyctidromus – två arter
- Släkte Tepuiornis – roraimanattskärra, tidigare i Setopagis
- Släkte Uropsalis – två arter
- Släkte Quechuavis – kustnattskärra, tidigare i Systellura
- Släkte Setopagis – tre arter
- Släkte Systellura – bandvingad nattskärra
- Släkte Eleothreptus – två arter
- Släkte Antiurus – fläckstjärtad nattskärra, tidigare i Hydropsalis
- Släkte Hydropsalis – tre arter
- Släkte Macropsalis – släpnattskärra
- Släkte Siphonorhis – två arter, varav en utdöd
- Släkte Nyctiphrynus – fyra arter
- Släkte Phalaenoptilus – dvalnattskärra
- Släkte Antrostomus – tolv arter
- Släkte Chordeiles – sex arter falknattskärror, inklusive Podager
- Släkte Veles – kastanjenattskärra
- Släkte Caprimulgus – 39 arter, inklusive Macrodipteryx